# Aborto en Costa Rica
El aborto en Costa Rica está restringido. Actualmente, los abortos solo se permiten con el fin de preservar la vida o la salud de la madre. En caso de peligro de la vida o la salud de la madre actualmente existe como protocolo la Norma técnica para la interrupción terapéutica del embarazo emitida por el Poder Ejecutivo durante la presidencia de Carlos Alvarado.

## Marco Legal
El Código Penal costarricense establece:

Perdón Judicial.  
ARTÍCULO 93.- 
También  extingue  la  pena,  el  perdón  que  en  sentencia  podrán  otorgar  los  jueces  al condenado,  previo  informe  que  rinda  el  Instituto  de Criminología  sobre  su  personalidad, en los siguientes casos:  
4)  A  quien  haya  causado  un  aborto  para  salvar  el  honor  propio  o  lo  haya  producido  con ese fin a una ascendiente o descendiente por consanguinidad o hermana;  

5) A la mujer que hubiere causado su propio aborto si el embarazo ha sido consecuencia de una violación;

El aborto se pena en los siguientes casos:  

ARTÍCULO 118.- El que causare la muerte de un feto será reprimido: 1) Con prisión de tres a diez años, si obrare sin consentimiento de la mujer o si ésta fuere menor de quince años. Esa  pena  será  de  dos  a  ocho  años,  si  el  feto  (*)  había  alcanzado  seis  meses  de  vida intrauterina;  

Aborto procurado.  
ARTÍCULO 119.- Será  reprimida  con  prisión  de  uno  a  tres  años,  la  mujer  que  consintiere  o  causare  su propio aborto. Esa pena será de seis meses a dos años, si el feto no había alcanzado seis meses de vida intrauterina.  
Aborto honoris causa.  
ARTÍCULO 120.- Si  el  aborto  hubiere  sido  cometido  para  ocultar  la deshonra  de  la  mujer,  sea  por  ella misma,  sea  por  terceros  con  el  consentimiento  de  aquélla,  la  pena  será  de  tres  meses hasta dos años de prisión.  
Aborto culposo  

ARTÍCULO 122.- Será penado con sesenta a ciento veinte días multa, cualquiera que por culpa causare un aborto.

Por otro lado, el aborto no es penado nunca en el siguiente caso:

Aborto impune.  

ARTÍCULO 121.- No es punible el aborto practicado con consentimiento de la mujer por un médico o  por una obstétrica  autorizada, cuando no hubiere sido  posible la intervención del primero,  si se ha hecho con el fin de evitar un peligro para la vida o la salud de la madre y éste no ha podido ser evitado por otros medios.

## Estadísticas
Los datos de abortos clandestinos son difíciles de obtener sin embargo, la estimación de muertes infantiles (En la cual el feto esta dentro de esta categoría) se estima que en Costa Rica al año mueren cerca de 12,01 por cada 1, 000 nacimientos en los que también podríamos citar otras causas de muerte no meramente abortivas. Lo cual desmiente por totalidad los datos de que en Costa Rica se practican 27,000 abortos al año cifra que está en contradiccion con la de 17,000 nacimientos al año, puesto que de ser así en Costa Rica la tasa de mortalidad sería mucho mayor que la de natalidad .

## Cuestiones jurídicas
El aborto inducido se clasifica como un delito en el Código Penal de 1970, incluido en los delitos contra la vida. Los médicos que sospechen que una mujer ha tenido un aborto están obligados a informar al Organismo de Investigación Judicial (OIJ). El castigo puede variar dependiendo de si la mujer consintió o no el procedimiento, y en función de si el feto ha alcanzado seis meses de gestación. En el año 2003, no había cárceles de mujeres ni los médicos de prisión podían hacer o realizar un aborto, sin embargo, hubo una mujer lega, una partera sin entrenamiento, acusada de llevar a cabo abortos, que cumplió una condena de tres años. A pesar de que el Consejo de Derechos Humanos de las Naciones Unidas recomendó en 1999 que Costa Rica debe introducir más excepciones a la prohibición de los abortos, no se ha realizado ninguna reforma aún.

## La opinión pública
La opinión pública sobre el aborto en Costa Rica es principalmente influenciado por la Iglesia católica. Bajo esta presencia religiosa, el aborto bajo cualquier circunstancia es altamente estigmatizado y hay muchos médicos que no llevarían a cabo un aborto por ninguna razón en absoluto.
Una encuesta realizada por la Universidad de Costa Rica en 2018 mostró que aunque la mayoría de costarricenses apoya el aborto terapéutico (55%) muy pocos apoyan el aborto libre (solo 11%).  De acuerdo con los datos de la encuesta 55% de encuestados apoyan el aborto para salvar la vida de la madre contra 45% que están en contra, 49% están a favor en casos donde no haya peligro a la vida pero sí a la salud de la madre contra 39% en contra, solo 43% lo apoyan en casos de malformaciones fetales que hacen imposible la vida extrauterina frente a 49% que se oponen, solo 29% están a favor en caso de embarazo de una niña frente a 57% en contra, 28% lo apoyan en caso de violación frente a 61% en contra y solo 11% apoyan el aborto libre a solicitud de la madre frente a 78% en contra. 50% de los entrevistados no sabe que es el aborto terapéutico y de estos casi todos se oponen.. El apoyo al aborto es más alto entre la población sin religión, joven y con estudios superiores.
Un estudio de 2013-2014 realizado con grupos focales de distintas opciones religiosas mostró que solamente el grupo de personas sin religión apoya mayoritariamente el aborto libre. Católicos no practicantes y la mayoría de minorías religiosas no cristianas apoyan el aborto en casos de peligro de la vida de la madre, salud y violación. Mientras que católicos practicantes y protestantes se oponen a toda forma de aborto incluso en casos de peligro de la vida de la madre.
Una encuesta realizada por la Universidad de Costa Rica en agosto de 2018 mostró que la mayoría de costarricenses estaban a favor del aborto terapéutico en un margen de 55% sobre 45% en contra. El apoyo era mayor entre hombres menores de 35 años de las provincias metropolitanas, con educación universitaria y sin religión, y el rechazo era mayor entre mujeres mayores de 35 de las provincias rurales, religiosas y con educación primaria o secundaria.

## Posiciones políticas
En el período legislativo 2014-2018 las diputadas Epsy Campbell (PAC), Sandra Piszk (PLN) y Patricia Mora (FA) impulsaron ante la Comisión de Asuntos Sociales el proyecto de Ley Sobre Derechos Sexuales que reglamenta el aborto terapéutico y permitiría la distribución de la contracepción de emergencia causando la reacción de la Iglesia católica. Un proyecto más osado fue presentado previamente en el período 2006-2010 y suscrito por Federico Tinoco y Maureen Ballestero (PLN), Evita Arguedas Maklouf (ML), Alberto Salom (PAC), Ana Helena Chacón (entonces PUSC) y José Merino (FA), el proyecto de Ley 16887 brindaba una serie de derechos en salud sexual reproductiva y permitía a la mujer tener control de decisión sobre el aborto terapéutico.
La oposición a cualquier forma de aborto es frontal por parte de los partidos cristianos conservadores como Renovación Costarricense, Restauración Nacional y Alianza Demócrata Cristiana, a la inversa solos partidos de la izquierda extraparlamentaria, generalmente de tendencia trotskista, plantean la legalización del aborto libre y gratuito (costeado por el estado) en cualquier circunstancia, como el Partido de los Trabajadores y el Nuevo Partido Socialista. Sin embargo, la mayoría de partidos se coloca en algún punto entre ambos extremos. 
Debido a que el tema es sumamente sensible y puede desatar pasiones en el electorado, usualmente los candidatos son esquivos al tocar el tema y resulta difícil determinar sus posiciones exactas. En general la mayoría de partidos principales aceptan el aborto terapéutico o en caso de peligro de la vida de la madre como lo comprende ya la legislación costarricense, manteniendo el statu quo. Esta ha sido en general la postura de partidos como Liberación Nacional y Unidad Social Cristiana. En campaña tanto Ottón Solís como Luis Guillermo Solís, candidatos del Partido Acción Ciudadana manifestaron estar de acuerdo con su extensión a casos de violación, pero durante el gobierno de este último no se inició ninguna iniciativa de ley para ello. 
El Partido Frente Amplio, principal partido de izquierda y con representación legislativa mantiene una postura similar. Su candidato José María Villalta en la campaña de 2014 manifestó que debería discutirse el tema para extenderlo en ciertas circunstancias como imposibilidad de vida extrauterina, pero no veía viable una reforma legal en el cercano plazo. La diputada Ligia Fallas del Frente Amplio presentó un proyecto de ley a título personal para la despenalización completa del aborto, si bien lo hizo de manera personal y sin apoyo de su bancada.
En la campaña de 2014 el candidato del partido Movimiento Libertario, Otto Guevara, se manifestó completamente en contra de cualquier forma de aborto, si bien según apunta el comentarista liberal Juan Carlos Hidalgo, Guevara en el pasado estuvo de acuerdo en casos de violación y el ML como partido fue fundado por personas con distintas posturas al respecto.

## Casos de «Ana» y «Aurora»
El 7 de febrero de 2007 tras experimentar sangrado y vomito una mujer identificada bajo el pseudónimo de Ana acudió al médico. se le diagnosticó con un embarazo de seis semanas de alto riesgo con un feto sin posibilidad de vida extrauterina. Ana entró en depresión y el departamento de psiquiatría estableció que el embarazo de Ana representaba peligro para su vida por el riesgo de suicidio. Aun así el procedimiento se rechazó. La familia acudió a la Sala Constitucional el 5 de junio de 2007 pero el recurso fue rechazado el día 7 de junio. El 30 de junio de 2007 Ana ingresó al hospital y tras siete horas de parto dio a luz a un bebé que había fallecido en el vientre. Ana actualmente padece todavía de depresión, diarrea crónica, fobia social y otros padecimientos psiquiátricos.
Aurora por su parte quedó embarazada en junio de 2012. Tras diagnosticársele el 9 de agosto de 2012 síndrome de pared abdominal se determinó que el feto no sobreviviría fuera del vientre. El diagnóstico sumió a Aurora en depresión y vómito explosivo que duró todo el embarazo. Aurora solicitó la aplicación del aborto terapéutico pero esto se negó. El 17 de diciembre interpuso recurso de amparo ante la Sala que fue rechazado el 22 de febrero de 2013. El 30 de diciembre de 2012 dio a luz prematura tras una cesárea y el feto falleció inmediatamente. Aurora quedó con secuelas como depresión, ansiedad y fobia social. Por estas razones ambas afectadas demandaron al país ante la Comisión Interamericana de Derechos Humanos.